# Warwick (Oklahoma)
Warwick – miasto w Stanach Zjednoczonych, w stanie Oklahoma, w hrabstwie Lincoln.